# Crypturgus cribrellus
Crypturgus cribrellus é uma espécie de insetos coleópteros polífagos pertencente à família Curculionidae.
A autoridade científica da espécie é Reitter, tendo sido descrita no ano de 1894.
Trata-se de uma espécie presente no território português.